# Branchiostegus serratus
Branchiostegus serratus  (лат.) — вид лучепёрых рыб семейства малакантовых (Malacanthidae). Морские придонные рыбы. Распространены в юго-западной части Тихого океана. Максимальная длина тела 28,5 см.

## Описание
Тело немного удлинённое, покрыто ктеноидной чешуёй. Высота тела составляет 24,6—27,7% стандартной длины тела. Голова большая, длина головы составляет 23,8—26,3% длины тела. Профиль рыла крутой, почти вертикальный. На первой жаберной дуге 18—20 жаберных тычинок. Края предкрышки с мелкими зазубринами. Угол предкрышки 100—115°. Глаза посажены высоко на голове. Рот конечный, немного косой. Окончание верхней челюсти доходит до вертикали, проходящей через середину глаза. В спинном плавнике 6—7 колючих и 15 мягких лучей. В анальном плавнике 2 колючих и 12—13 мягких лучей. Грудные плавники с 17—18 мягкими лучами, заострённые, их окончания доходят до анального отверстия. Брюшные плавники широкие, с закруглённым задним краем. Хвостовой плавник усечённый с двумя небольшими выемками и заостренными лопастями. В боковой линии 67—72 прободённых чешуй плюс 2 чешуи на хвостовом плавнике. Над боковой линией 7—10 рядов чешуи, под боковой линией 20—25 рядов.
Тело серебристо-белое с жёлто-оранжевым оттенком и 18—19 тёмно-фиолетовыми сужающимися полосами, идущими от спины до боковой линии. Под глазами нет полос. Предорсальный гребень светло-жёлтый. Рыло желтовато-оранжевое с чёрной областью на середине верхней губы. Радужная оболочка золотистая. Щеки серебристо-белые с более тёмной косой полосой, идущей от предкрышки до глаза. Колючая часть спинного плавника тёмная с узким жёлтым верхним краем. На мембранах мягкой части спинного плавника разбросаны пятна эллиптической формы, исчезающих сзади. Мембраны анального плавника полупрозрачные. Грудные плавники матовые, первые 2 луча с верхним чёрным краем. Брюшные плавники полупрозрачные. Хвостовой плавник с широкой центральной жёлтой областью. Края спинного, брюшного и задней части хвостового плавника чёрные.
Максимальная длина тела 28,5 см.

## Ареал и места обитания
Распространены в юго-западной части Тихого океана. Эндемики прибрежных вод восточной Австралии. Встречаются от острова Хинчинбрук (Квинсленд) до озера-лагуны Иллаварра у города Вуллонгонг (Новый Южный Уэльс), Обитают на континтальном шельфе на глубине  от 110 до 150 м.
Питаются рыбами и придонными беспозвоночными. В состав рациона входят моллюски, ракообразные (крабы, амфиподы, ротоногие) и полихеты.